# Loi des tenures du Canada
La Loi des tenures du Canada (anglais : Canada Tenures Act) est une loi adoptée le 22 juin 1825 par le Parlement impérial britannique et proclamée le 20 avril 1826 par le gouverneur-général Dalhousie concernant les règles de concession des terres au Bas-Canada.
L'objectif du gouvernement britannique est de faire graduellement passer les terres concédées en fief et seigneuries du régime seigneurial (le système français) vers le système anglais du franc et commun socage. Dans le socage, la tenure de terres est concédée « à prix fixe, sans redevance annuelle et en toute propriété, contrairement à la tenure seigneuriale ».  
Déjà, depuis 1787, les immigrants loyalistes établis dans les Cantons de l'est avaient obtenu du gouvernement britannique que les terres leur soient concédées en franc et commun soccage. Il y a donc application intégrale du droit anglais sur ces terres malgré l'Acte de Québec de 1774 qui prévoyait la conservation du droit civil français dans la province de Québec, dont la partie à majorité française est devenue le Bas-Canada en 1791.
La Loi des tenures concerne les terres appartenant aux descendants des colons français essentiellement. Bien que les descendants des colons français ne manifestaient pas d'attachement particulier envers le système seigneurial, la volonté du gouvernement britannique de changer subitement les règles et d'imposer la tenure anglaise en court-circuitant le processus législatif ordinaire, lequel consistait à tenir un vote à la Chambre d'assemblée du Bas-Canada, a suscité un mécontentement chez les notables du Bas-Canada. Compte tenu de la perte d'influence du droit civil et de la langue française dans les Cantons de l'est à cette époque, la crainte des législateurs du Bas-Canada est de perdre le pouvoir de promulguer des règles de droit civil pour l'ensemble de la colonie et de ne plus être en mesure de conserver les traditions juridiques et culturelles françaises qui accompagnent le système civiliste.
En réaction à ce mécontentement, deux ans plus tard, la Chambre des communes met en place un Comité spécial sur le gouvernement civil du Bas-Canada.
L'importance de la Loi sur les tenures peut se résumer au fait qu'il s'agit d'un élément déclencheur des troubles politiques qui ont précédé les rébellions de 1837 et 1838. À titre d'illustration, le mode des tenures est mentionné aux résolutions 56, 57, 58, 59, 60 et 62  des 92 résolutions de 1834. En réponse aux 92 résolutions, la question du mode de tenure  est abordée en 1837 dans les 10 résolutions de Russell à la septième résolution. Le ministre Russell propose alors la révocation de la Loi sur les tenures du Canada, mais seulement une fois que la Chambre d'assemblée du Bas-Canada ait aboli le système seigneurial et déterminé quelles lois civiles s'appliqueraient aux  terres en soccage.  
Après les rébellions de 1837-1838, il est décidé d'abolir le système seigneurial. Un texte législatif est adopté à cet effet en 1854. Plutôt que d'adopter intégralement le régime anglais, les charges seigneuriales sont alors transformées en système de perception de rentes, un système qui perdure jusqu'aux années 1940.  